# John Henry Cates
Pour les articles homonymes, voir John Cates et Cates.
John Henry Cates (13 juillet 1896-26 octobre 1986) est un homme politique canadien de la Colombie-Britannique. Il est député provincial social-démocrate de la circonscription britanno-colombienne de North Vancouver de 1945 à 1952. Il est membre de la coalition libérale-conservatrice.
Il siège au cabinet du premier ministre Boss Johnson aux postes de ministre du Travail de juillet 1949 à août 1952, ainsi que ministre des Mines de janvier à août 1952.

## Biographie
Né à Moodyville en Colombie-Britannique, Cates est partenaire dans compagnie de remorqueur C.H. Cates and Sons.
Après avoir fait un passage dans la Royal Navy pendant la Première Guerre mondiale, il épouse Carrie Matilda Sweeten en 1927 qui sera ultérieurement mairesse de North Vancouver.
Cates meurt à North Vancouver en octobre 1986 à l'âge de 90 ans,.